# Phymatostetha
Phymatostetha är ett släkte av insekter. Phymatostetha ingår i familjen spottstritar.

## Dottertaxa tillPhymatostetha, i alfabetisk ordning[1]
- Phymatostetha albitarsis
- Phymatostetha axillaris
- Phymatostetha basiclava
- Phymatostetha binotata
- Phymatostetha birmanica
- Phymatostetha borealis
- Phymatostetha borneensis
- Phymatostetha bukitana
- Phymatostetha chapana
- Phymatostetha cincta
- Phymatostetha circumducta
- Phymatostetha cynthia
- Phymatostetha deschampsi
- Phymatostetha dislocata
- Phymatostetha dorsivitta
- Phymatostetha dubitabilis
- Phymatostetha fruhstorferi
- Phymatostetha hilaris
- Phymatostetha infuscata
- Phymatostetha inops
- Phymatostetha javanensis
- Phymatostetha karenia
- Phymatostetha kedahana
- Phymatostetha lais
- Phymatostetha laosensis
- Phymatostetha lessonii
- Phymatostetha limbata
- Phymatostetha lineata
- Phymatostetha malaisiana
- Phymatostetha martyr
- Phymatostetha melliflua
- Phymatostetha moi
- Phymatostetha moultoni
- Phymatostetha mutata
- Phymatostetha nangla
- Phymatostetha pahangana
- Phymatostetha peltasta
- Phymatostetha perspicillaris
- Phymatostetha pudens
- Phymatostetha pudica
- Phymatostetha punctata
- Phymatostetha punctifascia
- Phymatostetha quadriplagiata
- Phymatostetha rengma
- Phymatostetha rufolimbata
- Phymatostetha selangorina
- Phymatostetha sema
- Phymatostetha semele
- Phymatostetha signifera
- Phymatostetha similis
- Phymatostetha stalii
- Phymatostetha stella
- Phymatostetha stellata
- Phymatostetha subcostalis
- Phymatostetha subliterata
- Phymatostetha taeniata
- Phymatostetha testacea
- Phymatostetha triseriata
- Phymatostetha undulifera
- Phymatostetha vicina
- Phymatostetha yunnanensis